# 乾元大宝

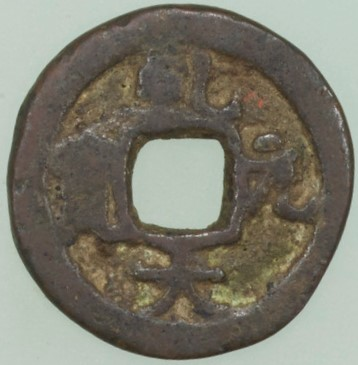
乾元大宝（東京国立博物館所蔵）

乾元大宝（乹元大寳、けんげんたいほう）は、958年（天徳2年）3月から、日本で鋳造、発行された銭貨（『日本紀略』）。皇朝十二銭の最後に発行された貨種である。

## 始鋳と流通
独立行政法人造幣局の資料によると、乾元大宝の始鋳年は天徳2年（958年）、材質は銅、量目2.44g、直径19.5mm、銅分51.25%である。ただ、皇朝十二銭のうち平安遷都後の9貨種は質の低下により文字が不鮮明になるなど安定していない。
『日本紀略』によると乾元大宝は村上天皇の時代の天徳2年（958年）3月25日に発行された。
銭文は参議の大江惟時が上申し、阿保懐之の書が採用された。銭文について、本来であれば当時の代表的な能書家であった木工頭・小野道風が書くべき所、既に65歳となっていた道風は眼病（老人性白内障とされる）が進行して細字を書くことができなかった。さらに、道風に次ぐ能書であった大内記・紀文正も触穢と称して拒絶したため、やむなく図書允・阿保懐之が書くことになった。
小型で鉛が75%、あるいはそれ以上を占めるものもあるなど品位は非常に低く、また製作も悪く銭文の文字が読めないものも少なくなく、流通範囲も狭かったらしい。だが、当時の平安貴族には貨幣流通不振の理由が分からず、『日本紀略』によれば天徳2年4月8日には伊勢神宮以下11社に新造の乾元大宝を奉納して流通を祈願している。
963年（応和3年）に、朝廷発行の最後の貨幣として鋳造を終了した。
日本では11世紀の初めには銭貨の流通が途絶え、約150年間にわたり金属貨幣の空白期となり、絹や布（麻布）、米が貨幣として機能した。その後、12世紀半ばには中国から入ってきた渡来銭の時代に移った。